# یواس‌اس استرهاس (دی‌یی-۱۶۴)
یواس‌اس استرهاس (دی‌یی-۱۶۴) (به انگلیسی: USS Osterhaus (DE-164)) یک کشتی بود که طول آن ۳۰۶ فوت (۹۳ متر) بود. این کشتی در سال ۱۹۴۳ ساخته شد.